# الحمى (رواية)
الحمى هي رواية للكاتبة الأمريكية ميغان أبوت نُشرت لأول مرة في عام 2014 عن دار ليتل، براون وشركاه [الإنجليزية]، وهي الرواية السابعة للكاتبة. ألهمت أبوت لكتابة الرواية خلال قضية الهستيريا الجماعية في ليروي بنيويورك عام 2012.

## حبكة
ديني ناش هي طالبة مجتهدة ولديها عائلة متماسكة: شقيقها إيلي نجم هوكي ووالدها مدرس مشهور. ولكن عندما يتعرض أفضل أصدقاء ديني لنوبة مرعبة وغير مبررة في منتصف الفصل، يتحول الاستقرار الظاهري لعائلة ناش إلى حالة من الفوضى. وسرعان ما تبدأ المزيد من الفتيات المحليات في الشعور بأعراض غريبة، مما يترك مسؤولي الصحة في حيرة من أمرهم. ومع تضخم الهستيريا والعدوى، تظهر سلسلة من الأسرار، مما يهدد بانهيار الصداقات والعائلات في المدينة.